# Antun Sasin
Antun Bratosaljić Sasin (oko 1518./1525. – ? 1595.) je bio hrvatski renesansni književnik iz Dubrovnika. Pisao je prigodne i pokladne pjesme, komedije, spjevove i drame. Bio je pučanin.
Najveći je dio života živio u Stonu, gdje je bio pisar u solani, kancelar, učitelj, justicijar, sudac. 
Književni uzor mu je bio Marin Držić.
Napisao je mnoge komedije koje su poslije bile izgubljene. Preostale "obiluju kratkim lakunama". Napisao je tri drame: Malahna komedija od pira, Filide i Flora (potonje dvije su pastirske igre), zatim spjev Razboji od Turaka, nekoliko prigodnica, od kojih se ističu prigodnice Drugi san  i U pohvalu pjesnika dubrovačkijeh, u kojima je nabrojao sve važne hrvatske književnike iz Dubrovnika. To je bio najveći do onda katalog hrvatske književnosti.
Autor je nadgrobnica Antun Sassi u smrt gospodina Dživa Simova Bunića, svoga draga prijatelja, U smrt istoga, Antun Sassi u smrt Marina Držića, Žalos ljuvenice u smrt Pava Torellite, maskerata (pokladnih pjesama) Mužika od crevljara, Vrtari, tamašna pjesan, Robinjica, Robovi, Mrčari, Vrtari II, Od ljubavi poklisari, Drvoševi redovnici te narativne pjesme Mrnarica, San, Drugi san, U pohvalu pjesnika dubrovačkijeh i U slavu i hvalu lijepijeh od grada gospoja.